# Somerset West and Taunton
Somerset West and Taunton var mellan 2019 och 2023 ett distrikt i grevskapet Somerset i England, Storbritannien. Distriktet hade 144 862 invånare (2011). Den bildades den 1 april 2019 genom en sammanslagning av distrikten Taunton Deane och West Somerset.
Den 1 april 2023 blev det en del av den nya enhetskommunen Somerset.